# Hirschaid
Hirschaid är en köping (Markt) i Landkreis Bamberg i Regierungsbezirk Oberfranken i förbundslandet Bayern i Tyskland.